# Pardosa amazonia
Pardosa amazonia là một loài nhện trong họ Lycosidae.
Loài này thuộc chi Pardosa. Pardosa amazonia được Tord Tamerlan Teodor Thorell miêu tả năm 1895.